# Petalorhacus morobe
Petalorhacus morobe är en mångfotingart som beskrevs av Hoffman 1997. Petalorhacus morobe ingår i släktet Petalorhacus och familjen Platyrhacidae. Inga underarter finns listade i Catalogue of Life.